# Sarwe Jesus
Sarwe Jesus (äthiop. ሣርወ ኢየሱስ, Thronname Mehreka Nañ ምሕርከ ናኝ, „Verteiler Deiner [des Herrn] Gnade“; † 1433) war 1433 eine Zeit lang Negus Negest (Kaiser) von Äthiopien sowie ein Mitglied der Solomonischen Dynastie. Er war der Sohn von Takla Mariam.
E. A. Wallis Budge berichtet, dass Sarwe Jesus entweder vier oder acht Monate herrschte und an der Pest starb.